# Lahojsk rajon
Lahojsk rajon (belarusiska: Лагойскі раён) är ett distrikt (rajon) i Belarus. Huvudort är Lahojsk. Det ligger i voblasten Minsks voblast, i den centrala delen av landet, 50 km norr om huvudstaden Minsk.